# Insatsingenjörernas Riksförbund
Insatsingenjörernas riksförbund (tidigare Flygfältsingenjörsföreningen) är en svensk frivillig försvarsorganisation som har huvudmannaskapet för fältarbeten bland de frivilliga försvarsorganisationerna. I detta uppdrag ingår att utbilda fältarbetsbefäl till Hemvärnet och flygfältsingenjörer till Flygvapnet. Insatsingenjörerna har även avtal med civila aktörer som exempelvis länsstyrelser för att stödja dessa med kompetens inom byggnation och infrastruktur vid räddningsinsatser, kriser och krig. Organisationen har cirka 500 medlemmar över hela landet.